# تونی گونزالس
تونی گونزالس (انگلیسی: Toni González؛ زادهٔ ۷ ژانویهٔ ۱۹۸۲) بازیکن سابق فوتبال اهل اسپانیا است که در پست هافبک تهاجمی بازی می‌کرد.